# Colegio Calasanz Escolapios
El Colegio Calasanz Escolapios o Colegio Escolapios Pamplona es una escuela y edificio declarado bien inventariado por el Gobierno de Navarra situado en Pamplona (España).
La actual escuela en el edificio que la alberga data de 1932, habiéndose construido el edificio entre 1926 y 1932. El colegio por otro lado, ya existía sin edificio propio desde 1894 en otra ubicación de la capital navarra.

## Ubicación
Está situado en el Segundo Ensanche de Pamplona, junto a la Plaza de Toros de Pamplona y el Parque de la Media Luna, entre las calles Aralar, Olite, Felipe Gorriti y Leire.

## Historia
Los escolapios llegaron a Pamplona en 1894 desde la provincia escolapia de Aragón, fundando su primer colegio en la capital navarra en un edificio arrendado por 5000 pesetas en el Paseo de Valencia (actual Paseo de Sarasate). Este no fue el primer colegio de la orden religiosa en Navarra, pues las Escuelas Pías de Tafalla se habían fundado algo más de una década antes, en 1883.
Con el paso de los años, el aumento del alumnado hizo decidir a la dirección del centro la construcción de un edificio propio que albergase la escuela aprovechando además la expansión de la ciudad que se había iniciado en 1909 con el derribo del lienzo sur de la muralla de Pamplona y la construcción de lo que acabaría siendo el Segundo Ensanche de Pamplona.
En 1926, se solicitó al arquitecto pamplonés Víctor Eusa que diseñará un edificio propio para la escuela, diseñándose entre 1926 y 1928, cuando comenzó a construirse.
En enero de 1932, se inauguró el colegio que ese mismo mes comenzó a acoger a los primeros alumnos, aunque los escolapios ya se habían mudado al mismo el 24 de diciembre de 1931, en plenas fiestas de Navidad. Los alumnos comenzaron a acudir al colegio que aún faltaba por terminar de construirse, pues los escolapios habían entrado en problemas económicos que debieron hacer frente acelerando el comienzo de los cursos e hipotecando el edificio aún en obras por valor de 600 000 pesetas, en esta época, los alumnos comenzaron a llamar coloquialmente al centro el «palacio de cristal» por sus muchos ventanales y espacios aún abiertos.
El 15 de julio de 1933 nace la provincia escolapia de Vasconia, que reúne casas de las provincias vascongadas y Navarra, hasta entonces divididas en las provincias escolapias de Castilla y Aragón. El colegio, conocido en aquel momento como Escuelas Pías de Pamplona o San Miguel in excelsis, se convierte en sede provincializa.
En 1936, con el estallido de la guerra civil española, el edificio fue intervenido por las fuerzas nacionales y funcionó como cuartel y centro de detención improvisado de las Juntas de Guerra Carlistas de Navarra. El 28 de julio de 1938 se recupera la práctica totalidad del edificio para poder continuar dando clases al alumnado.
Durante la dictadura franquista, el colegio fue reconocido por el Ministerio de Educación en la década de 1940 y en las décadas posteriores consiguió la calificación de colegio benéfico-docente, muestra de la importancia del denominado nacionalcatolicismo en el sistema educativo franquista.
En 1983, en plena Transición española, el colegio que hasta entonces era escuela de varones, se convirtió en escuela mixta, llegando las primeras alumnas en aquellos cursos.
En el año 2000, con la modificación del sistema educativo de España que separó la antigua Educación General Básica en Educación primaria y Educación Secundaria Obligatoria (ESO), Calasanz tuvo su primer curso de la ESO.
En 2003, la dirección escolar del Colegio Calasanz de Pamplona se hizo con la escuela pamplonesa La Compasión, en el barrio de la Rochapea, una escuela fundada en 1958 por las Hermanas de Nuestra Señora de la Compasión como escuela de señoritas, convertida en mixta también en los 80.
En 2019 el colegio acometió una importante reestructuración del subsuelo donde estaba asentado su patio interior para construir un polideportivo subterráneo que ampliase sus instalaciones y oferta que tuvo un costo aproximado de 3,5 millones de euros.

## Edificio
La planta del edificio es simétrica y tiene una capilla en el centro. Destacan sus esquinas, cada una con su tratamiento y decoración singulares, que añaden dinamismo a la trama ortogonal del Segundo Ensanche de Pamplona, especialmente la esquina de las calles Olite y Arrieta, que es un excelente ejemplo de verticalidad, con la imagen de San Miguel de Aralar en lo alto, obra del escultor Ramón Arcaya. Expresa bellamente la amplitud del expresionismo art déco vasco.

### Construcción
En 1928, los escolapios adquieren la manzana n.º 27 del Segundo Ensanche, una manzana cuadrada tipo de 70 x 70 metros, por la que se abonan 170 130,98 pesetas al consistorio pamplonés.
Para el diseño del edificio, cuentan con el antiguo alumno Víctor Eusa, que ya había diseñado notables edificios del Segundo Ensanche como el edificio para la Sociedad de Seguros «La Vasco Navarra» o la Casa Goicoechea. Así, Eusa diseña el nuevo colegio simultáneamente con la Iglesia de la Milagrosa de la Congregación de la Misión en Pamplona (más conocidos como Padres Paúles), ambos edificios compartirán una cierta similitud en su estilo de ladrillo caravista y fachada art déco.
Para el contratista, contaron con otro exalumno, Ezequiel Lorca, que comenzó las obras con un presupuesto inicial de 814 781,32 pesetas. Con el lento avance de las obras, los escolapios se mudaron al edificio inacabado en la Navidad de 1931 para evitar los gastos del alquiler del edificio del Paseo Valencia. También debieron hipotecar el edificio para aumentar el presupuesto de la obra en 600 000 pesetas más.
El 17 de abril de 1934, el contratista Ezequiel Lorca y su secretario y contable Andrés Oricáin fueron ejecutados por un carpintero llamado Luis Martínez Ubago, que había sido despedido por éstos al no haber trabajo para él. La viuda de Lorca se comprometió a finalizar las obras, aunque el presupuesto volvió a escasear.
Las esculturas fueron obra de Ramón Arcaya mientras que el retablo de la Iglesia fue obra de Javier Ciga Echandi, llamándose este el «Cristo de la Sanción» por, según la anécdota, cobrar Ciga 2500 o 3000 pesetas (según la fuente) por los trabajos debido a una sanción de idéntico importe que debía abonar.